# Aralia hispida
Aralia hispida är en araliaväxtart som beskrevs av Étienne Pierre Ventenat. Aralia hispida ingår i släktet Aralia och familjen Araliaceae. Inga underarter finns listade.

## Bildgalleri

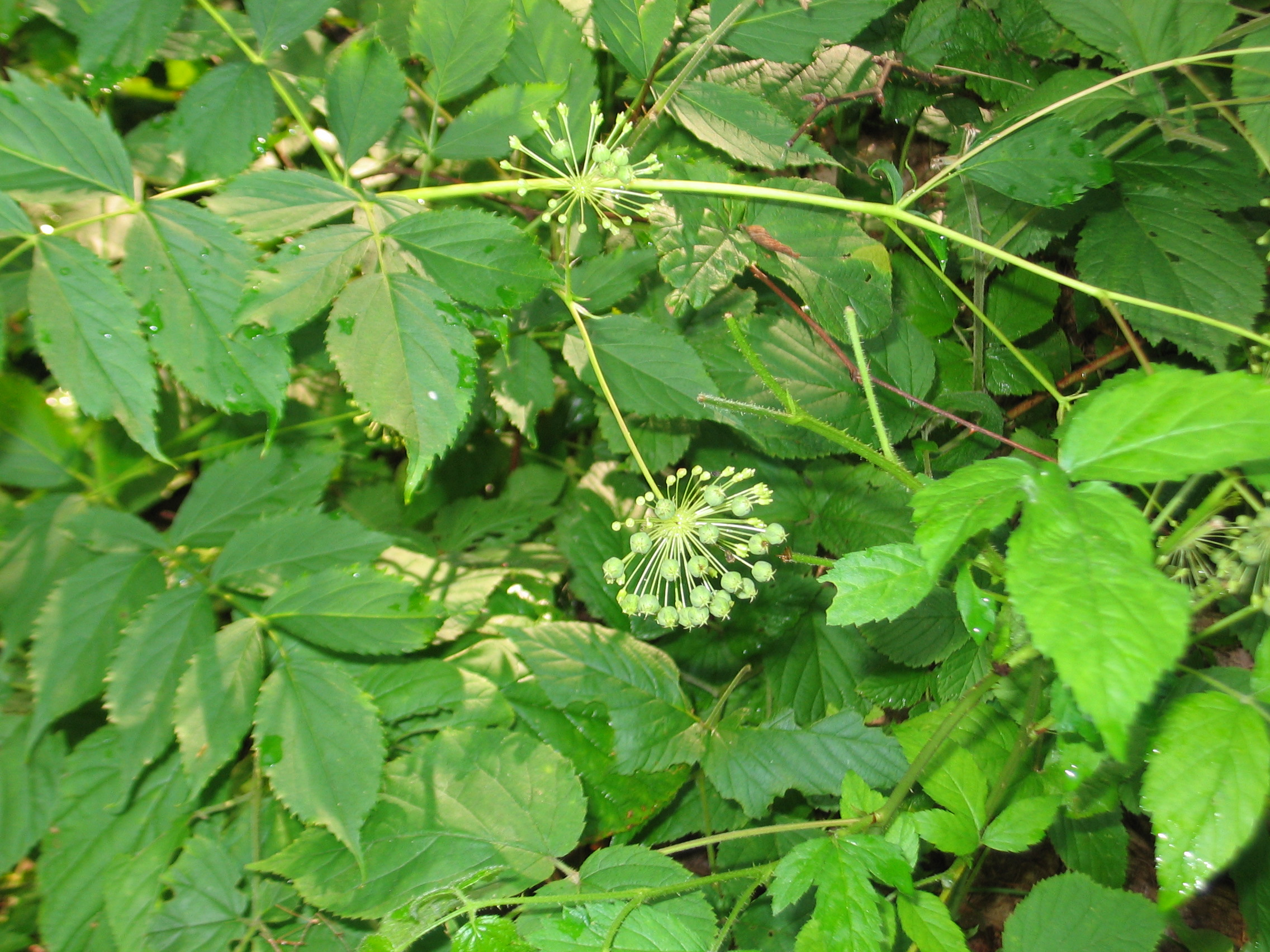